# Futbol Club Barcelona hockey sobre patines 1958
Questa voce raccoglie le informazioni riguardanti il Futbol Club Barcelona hockey sobre patines nelle competizioni ufficiali della stagione 1958.

## Risultati

### Coppa del Generalissimo
| Gior. | Incontro                  | Risultato |
| ----- | ------------------------- | --------- |
| 1     | Barcellona - Parque Movil | 4 - 1     |
| 2     | Barcellona - Voltregà     | 2 - 1     |
| 3     | Barcellona - Espanyol     | 1 - 0     |

## Rosa 1958

### Giocatori
| N° | Naz.              | Ruolo | Sportivo                 | Anno | Alt. | Peso |
| -- | ----------------- | ----- | ------------------------ | ---- | ---- | ---- |
|    | Spagna (bandiera) | P     | Marti Colet Vivancos     | 1932 |      |      |
|    | Spagna (bandiera) | E     | Enric Carbonell Bosch    | 1941 |      |      |
|    | Spagna (bandiera) | E     | Josep Lorente I Miralles | 1932 |      |      |
|    | Spagna (bandiera) | E     | Marco                    |      |      |      |
|    | Spagna (bandiera) | E     | Joan Orpinell Queralto   | 1932 |      |      |
|    | Spagna (bandiera) | E     | Agustin Vilar Capdevila  | 1936 |      |      |

### Staff
- 1º Allenatore:
- 2º Allenatore:
- Meccanico: